# Rio Breţcu
O Rio Breţcu é um rio da Romênia afluente do Rio Negru, localizado no distrito de Covasna.